# Amtsgericht Werder

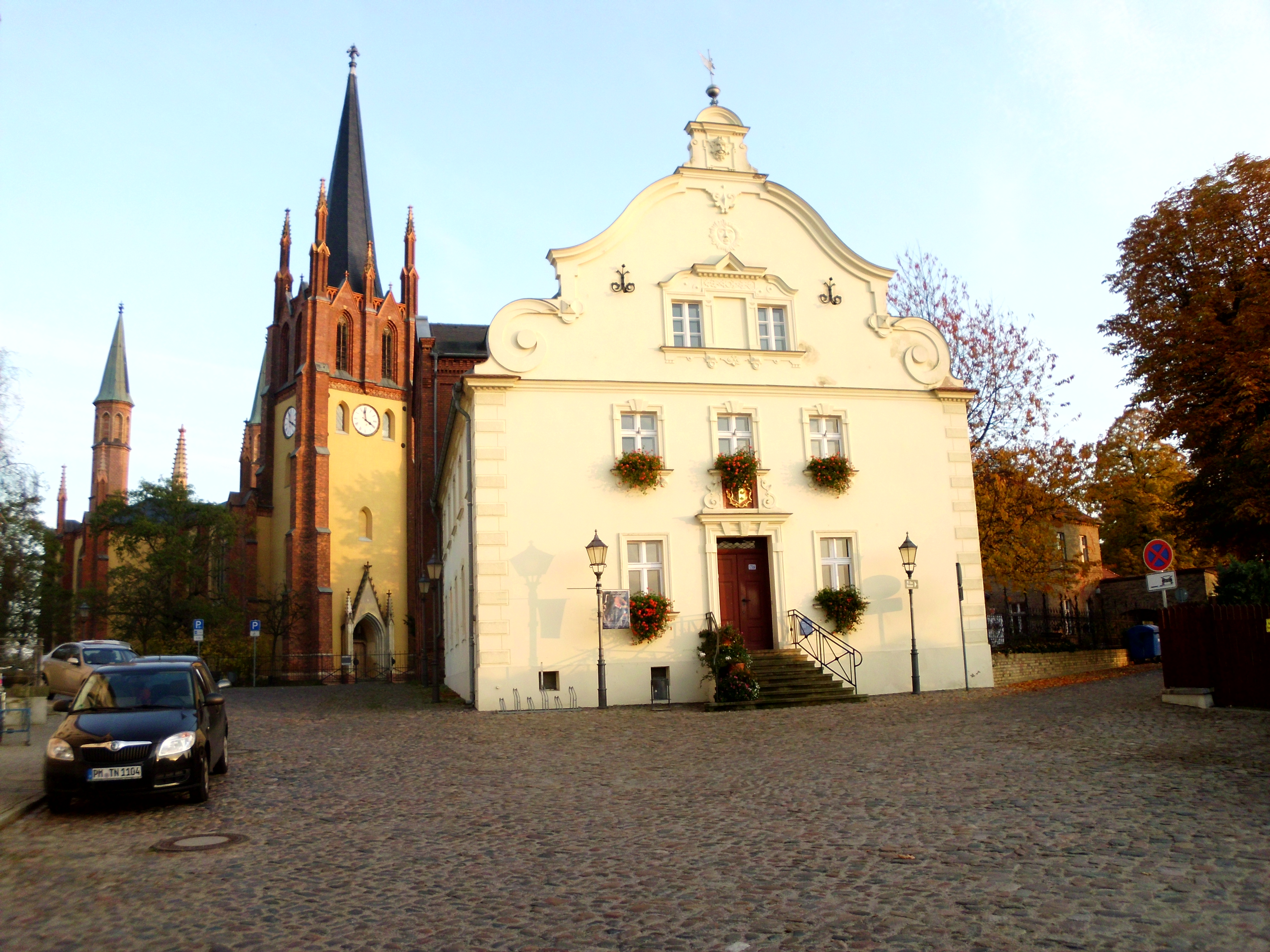
Altes Rathaus und ehem. Amtsgericht (2011)

Das Amtsgericht Werder war ein preußisches Amtsgericht mit Sitz in Werder (Havel), Provinz Brandenburg.

## Behördengeschichte
Ab 1849 bestand das Kreisgericht Potsdam als für Werder zuständiges Gericht. Übergeordnet war das Kammergericht als Appellationsgericht. Im Rahmen der Reichsjustizgesetze wurden diese Gerichte aufgehoben und reichsweit einheitlich Oberlandes-, Land- und Amtsgerichte gebildet. Das königlich preußische Amtsgericht Werder wurde mit Wirkung zum 1. Oktober 1879 als eines von elf Amtsgerichten im Bezirk des Landgerichtes Potsdam im Bezirk des Kammergerichtes gebildet. Der Sitz des Gerichtes war die Stadt Werder. Sein Gerichtsbezirk umfasste aus dem Landkreis Zauch-Belzig den Stadtbezirk Werder und die Amtsbezirke Glindow, Petzow, Phöben und Plessow. Am Gericht bestand 1880 eine Richterstelle. Das Amtsgericht war damit ein kleines Amtsgericht im Landgerichtsbezirk.
Im Jahre 1952 wurden in der DDR die Amtsgerichte abgeschafft und stattdessen Kreisgerichte gebildet. Werder kam zum Kreis Potsdam-Land, zuständiges Gericht war damit das Kreisgericht Potsdam-Land. Das Amtsgericht Werder wurde aufgehoben und auch nach dem Zusammenbruch der DDR nicht neu errichtet.

## Amtsgerichtsgebäude
Amtsgerichtsgebäude war das Alte Rathaus (Kirchstraße 6, 7). Es steht als Baudenkmal unter Denkmalschutz.

### Geschichte des Gebäudes
Im Jahre 1641 wurde das Rathaus durch die Schweden niedergebrannt. Im Jahre 1742 erfolgte der Abriss des danach als Rathaus genutzten Gebäudes. Seitdem war die Stadtverwaltung provisorisch untergebracht. Im Jahre 1541 wurde erstmals eine Schule mit Küsterwohnung erwähnt. Im Jahre 1774 begannen die Planungen für ein neues Schulhaus, das 1778 eingeweiht wurde. Der Entwurf stammte vom Potsdamer Baukondukteur Becherer, der Bau selbst wurde durch die Potsdamer Zimmermeister Johann Christian Paulus und Johann Gottfried Meindel überwacht. Es entstand ein zweigeschossiges Fachwerkhaus über einem Kalksteinsockel. Im Erdgeschoss befand sich links das Klassenzimmer für Jungen und rechts das für Mädchen. Im Obergeschoss lag rechts die Wohnung des Rektors und links die des Kantors. Dieses Gebäude stellt den Kern des Haupttraktes des heutigen Gebäudes dar. Ab 1858 wurde eine Erweiterung des Gebäudes geplant. Diese wurde von 1862 bis 1864 auf einem Teil des alten Friedhofs umgesetzt. Da die Schule auch nach Erweiterung noch zu klein war, erfolgte 1878/79 ein Neubau eines Schulhauses (Unter den Linden 11) in der Vorstadt. Das neue Schulgebäude wird heute von der Grund- und Oberschule Carl von Ossietzky genutzt und steht ebenfalls unter Denkmalschutz. Gleichzeitig wurde das alte Schulhaus als Rathaus und Amtsgericht umgebaut. Weitere innere Umbauten erfolgten 1882 und 1885. Die Außenfassade wurde nach 1890 im Stil der Neorenaissance umgestaltet und Ziergiebel ergänzt. Das Gebäude wurde auch von der 1886 gegründeten Sparkasse genutzt, bis diese 1926 ein eigenes Gebäude bezog. Im Jahre 1904 erfolgte ein weiterer Umbau durch Franz Dressler, bei dem die vorderen Teile des Obergeschosses für die Kämmerei und die Sparkasse umgebaut wurden. Ein 1912/1913 durch Dressler vorgelegter Plan für eine umfangreiche Erweiterung wurde kriegsbedingt nicht umgesetzt. Ab 1947 wurde das Gebäude als Internat der Berufsschule für Lebensmittellaboranten genutzt. Nach dem Zusammenbruch der DDR wurde das Gebäude zwischen 1992 und 1995 saniert, bevor es wieder durch die Stadtverwaltung genutzt wurde.

### Baubeschreibung
Der zweigeschossige Haupttrakt ist ein fünfachsiges, dreistöckiges Putzgebäude unter einem Satteldach. Gestaltungselemente sind rustizierte Eckquaderungen, historisierende Fensterrahmen, der geschweifte Ziergiebel mit Voluten. Der Eingang erfolgt über eine Freitreppe. Auf der Rückseite befindet sich der dreistöckiger Erweiterungsbau. Er ist quer zum Haupttrakt ausgerichtet, aus roten Ziegeln errichtet und mit Rathenower Verblendziegeln verkleidet. Die großen Flachbogenfenster gliedern das Gebäude in drei bzw. fünf Achsen. Südlich des Amtsgerichtes wurde 1893/94 das Gefängnis und Wohnhaus der Gefängniswärter erbaut, dass auch als Leichenhalle diente. Diese Gebäudegruppe war zweigeschossig und bestand aus einfachen Sichtziegeln. Den südlichen Abschluss des Komplexes bildete der Amtsgerichtsstall.